# Thomas Kosma

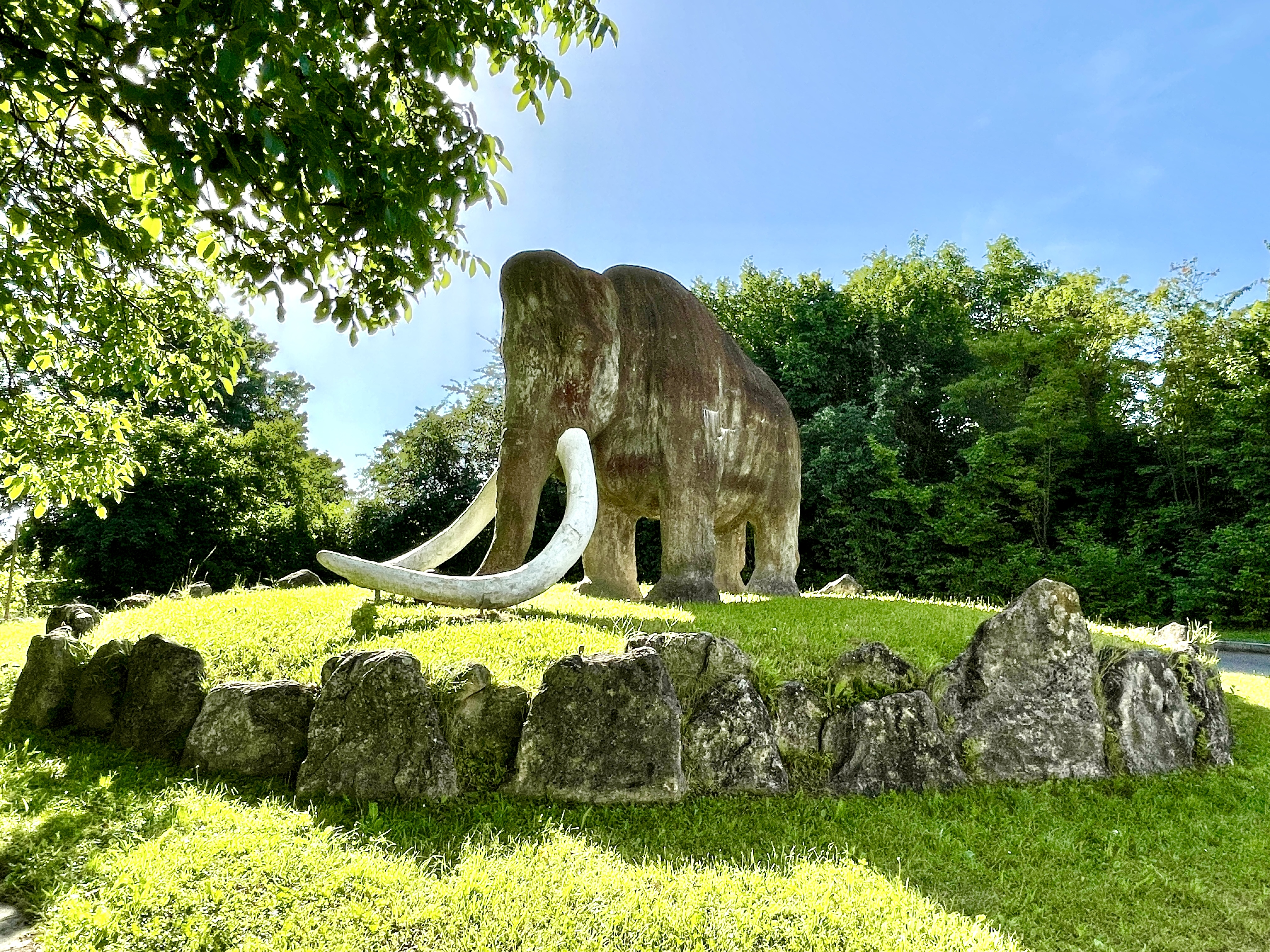
Das Mammut von Thomas Kosma vor dem Urzeitmuseum Nußdorf ob der Traisen 2022

Thomas Kosma (* 16. Mai 1969 in Wien) ist ein österreichischer Bildhauer, Zeichner und Restaurator und Kulturpreisträger der Stadt Klosterneuburg.

## Leben
(Quelle: )

### Werdegang
Thomas Kosma wuchs in Klosterneuburg und Wien in einer durch Kunst und Archäologie geprägten Umgebung auf. Seine Mutter Susanne Kosma studierte an der Universität für angewandte Kunst Wien keramische Plastik bei Heinz Leinfellner und betreibt in Wien eine Werkstätte für Keramik und Restaurierung. Ab 1985 betreibt sie ein Atelier in Klosterneuburg mit Schwerpunkt auf Restaurierung von historischer und ur- und frühgeschichtlicher Keramik.
Sie erkannte und förderte bereits sehr früh seine Begabung und ließ ihn schon als Kind in ihrem Atelier mit modellieren und plastisch arbeiten. Durch seinen Großvater als gelernten Ofensetzer, lernte er auch schwere handwerkliche Arbeit. Nicht zuletzt durch seinen Onkel Hermann Klinger (1940–2012), der studierter Bildhauer und gelernter Ofensetzer war, wurde schlussendlich sein Weg als Bildhauer beeinflusst.
Kosma arbeitet hauptsächlich in seinem Atelier in Klosterneuburg.

### Ausbildungen
Von 1987 bis 1989 besuchte er die Wiener Kunstschule bei Fritz Martinz und Karl Martin Sukopp und absolvierte von 1991 bis 1996 das Studium der Bildhauerei an der Universität für angewandte Kunst in Wien bei Alfred Hrdlicka. Sein Repertoire bis zur Aufnahmeprüfung umfasste zu dieser Zeit bereits Zeichnungen und modellierte Akte, sowie abstrakte Drahtobjekte und auch erste bildhauerische Skulpturen. Er wirkte auch 1987 mit zwei an einem einjährigen Bildhauersymposium in Wien-Oberlaa unter der Leitung von Karl Martin Sukopp mit, wo Arbeiten mit Schwerpunkt Steinbildhauerei durch die Gemeinde Wien gefördert wurden.
Schon seit frühester Jugend musste Kosma selbständig sein und arbeitete unter anderem zusätzlich im Messebau, Restaurierung, Maler und Anstreicher, um sich die Ausbildungen zu finanzieren. Bei Hannes Turba arbeitete er bei historischen Fassadenrestaurierungen mit und als Hafner bei seinem Onkel Hermann Klinger.

### Studium und erste Erfolge
Bereits während seines Studiums nahm Kosma an Wettbewerben teil. 1995 reichte er den Entwurf einer Großplastik für den Franz Jonas Platz Wien-Floridsdorf ein. Darüber hinaus gab es etliche Projekte und auch interdisziplinäre Gruppenprojekte für die Hochschule für angewandte Kunst, wie etwa 6 Projekte und Katalog für die Bildhauerwerkstätten im Wiener Prater gemeinsam mit der Architektengruppe „6B“.
1996 machte er sein Diplom mit Auszeichnung mit den Skulpturen aus Beton und Latex mit dem Thema „Bacon and Ribs“, die in der Aula der Hochschule für angewandte Kunst Wien und anschließend in Tulln vor dem Egon-Schiele-Museum und danach im Dokumentationsarchiv für moderne Kunst Karmeliterhof St. Pölten ausgestellt wurden.
Kosma ging 1996 nach seinem Diplom als Studienreise für mehrere Monate nach New York City und lernte unter anderem dort auch bei Vernissagen Willem de Kooning, Richard Serra kennen. Während seines Aufenthalts kam er in Kontakt mit David Winerip, der ihn auch einlud in New York zu bleiben, was Kosma jedoch abgelehnt hat und zurück nach Wien kehrte.

### Kulturpreis der Stadt Klosterneuburg
2011 bekam er von der Stadt Klosterneuburg den Kulturpreis verliehen. Dieser Preis wird an jene verliehen, deren Leistungen der Stadt und ihren Bürgern im kulturellen Bereich zugutekommen. Weitere Preisträger sind unter anderem Peter Patzak, Manfred Deix, Itze Grünzweig etc.

## Werk

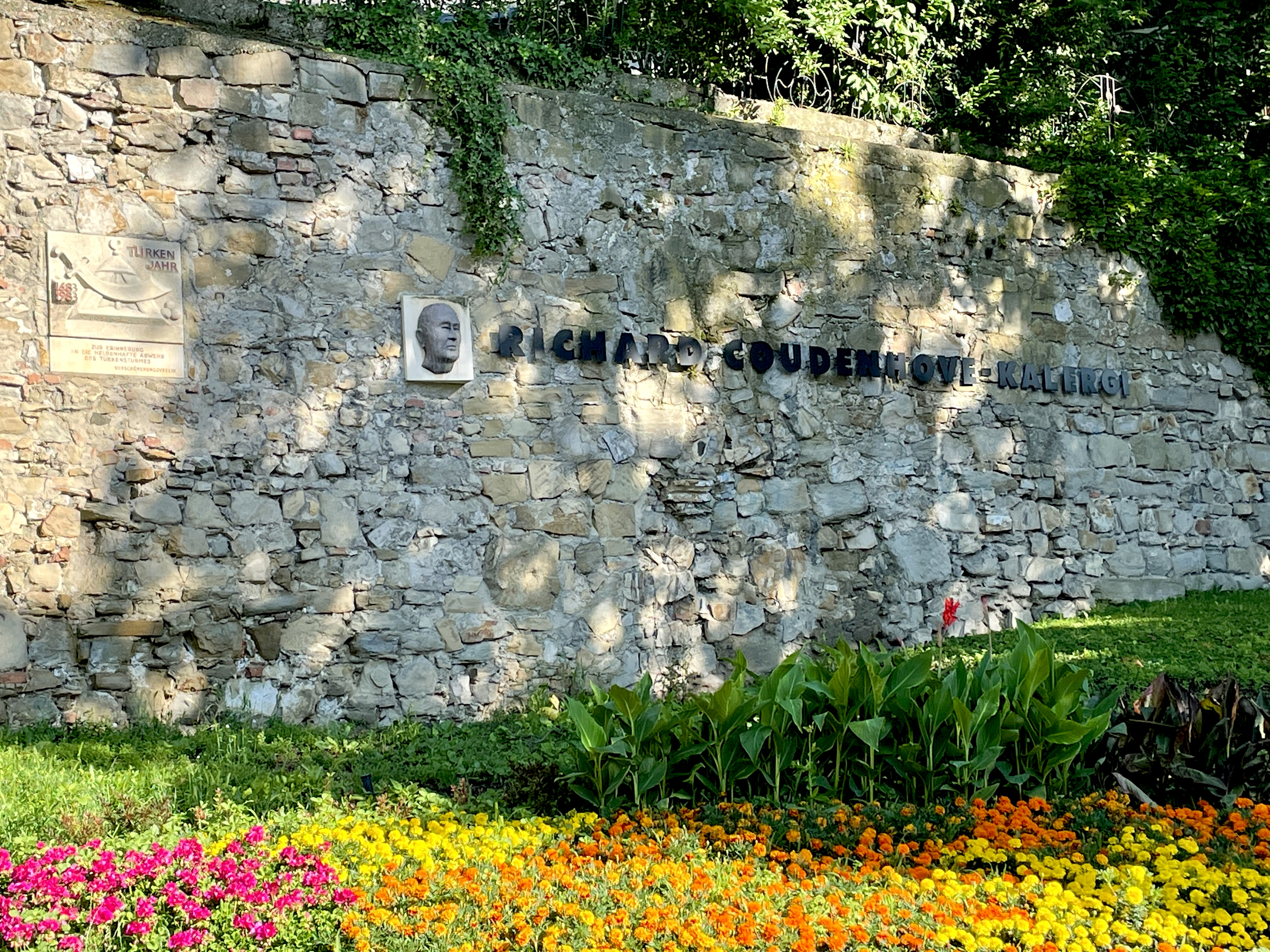
Stadtmauer/Europaplatz in Klosterneuburg 2022 – Porträt Richard Coudenhove-Kalergi von Thomas Kosma

Kosmas Gesamtwerk zeichnet sich bei seinen Skulpturen und Plastiken durch eine Vielseitigkeit der Materialwahl aus. Schwerpunkte sind Stahl und Bronze sowie Arbeiten mit Beton.
Ebenso führt er Aufträge für Restaurierungen im archäologischen Bereich durch und restauriert denkmalgeschützte Fassaden und Figuren.
Seine Skulpturen, Plastiken und Zeichnungen sind in Museen und auch öffentlich zugänglichen Plätzen ausgestellt.
Weiters hat er in der Kapuzinergruft als Auftragsarbeit Zierelemente des Sarges von Kaiser Franz Josef abgeformt, die für zukünftige Begräbnisse und Sargverzierungen vorgesehen waren.
Jährlich wird auch die von ihm entworfene „Merkur-Statue“ vom Fonds der Wiener Kaufmannschaft für die Vienna Business School und Handelsakademien für die besten Projekte verliehen.

### Skulpturen (Auswahl)
- 1992 Ikarus (Stahl massiv, Höhe ca. 110 cm)
- 1994 Kontrapost Standbein und Spielbein (Standbein rechts – Stahlplastik H ca. 180 cm, Spielbeginn links – Betonguss Höhe  ca. 185 cm)
- 1996 Bacon and Ribs – Diplomarbeit (Betonguss)
- 2001 „Female Ribs“
- 2005 In Situ (Stahl massiv, Länge 200 cm)
- 2007 Schädel und Schädeldecke – Hrdlicka Andenken (Bronze und Kunststein)
- 2007 Doppelmond im Stier (Stahl massiv, Höhe 60 cm)
- 2010 „Der Kapitalismus ist tot, lange lebe der Kapitalismus“, Hommage an Alfred Hrdlicka (Bronze nach Gips, Maße ca. 210 × 90 × 20 cm)

### Plastiken
Zu seinen bekanntesten Werken zählt das lebensgroße Mammut das von 2002 bis 2003 von ihm als Auftragsarbeit für das Urzeitmuseum Nußdorf ob der Traisen gefertigt wurde und dort vor dem Haupteingang im Freien zu sehen ist. Als besonderes Merkmal hat Kosma in diese mit Beton und Stahlträgern gefertigte Figur Eisenteilchen hineingearbeitet, sodass sich mit den Jahren sukzessive eine andere Färbung durch Absonderung von Rost ergibt und somit das Erscheinungsbild wechselt.
2012 wurde Kosma vom Stift Klosterneuburg beauftragt, den Schädel vom heiligen Leopold herzustellen, der in der modernen Galerie des Stifts zu besichtigen ist. Weiters wurde das Porträt von Richard Coudenhove-Kalergi mit Beschriftung am Europa-Platz an der Stadtmauer in Klosterneuburg 2012 feierlich eröffnet und auch an der Fassade des Theresianums in Wien angebracht.
Weitere Plastiken (Auswahl):

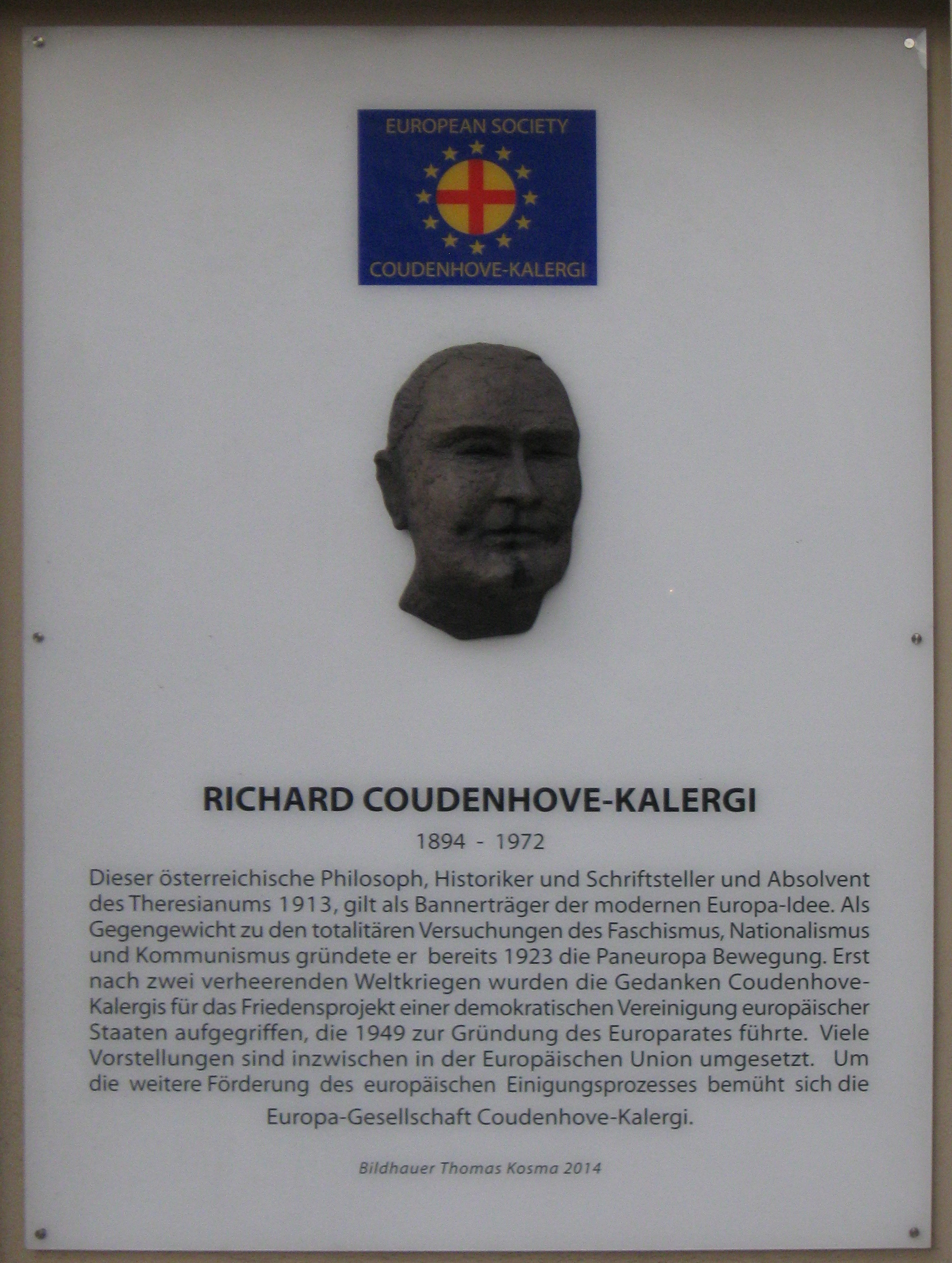
Gedenktafel für Richard von Coudenhove-Kalergi (1894–1972) am Wiener Theresianum von Thomas Kosma

- 2008 AUS-EIN-AN-DER (Stahl massiv, Höhe 335 cm)
- 2008 Wirbel (Betonguss, Höhe 80 cm)
- 2012 Zimmerbrunnen (Kunststein/Bronze, Höhe 140 cm)

### Restaurierungen (Auswahl)
Schwerpunkt in den letzten Jahren waren die Restaurierung von römischen Grabstelen aus Carnuntum. 2014 restaurierte er in zweijähriger Arbeit den innen bemalten römischen Doppel-Sarkophag von Guntramsdorf, der im Freilichtmuseum ausgestellt ist.
Ab 1988 kamen erste Aufträge im archäologischen Bereich für Johannes-Wolfgang Neugebauer während seiner Studienzeit, wo er unter anderem für Poysdorf die steinzeitliche Figurine „das Idol von Falkenstein“ 10-fach vergrößerte und in Kunststein ausführte. Im Zuge dessen vergrößerte er 1989 auch das „Idol von Hlubuke Masuvky“ mit Kunststein.
Für die Ausstellung „Kult & Magie“ 1990 im Schloss Schwarzenau (Waldviertel) stellte er die Tabulas Smaradina als Auftragsarbeit her. Im Auftrag für Urzeitmuseum Nußdorf ob der Traisen formte er das früh-bronze-zeitliche Relief „Skelett“ für den Außenbereich in Form einer vertieften Sandkiste, als Attraktion für Schulklassen, die dieses Hockergrab freilegen können, um eine Ausgrabung zu simulieren, sowie das Mammut in Lebensgröße, dass ebenfalls im Freien am Platz vor dem Museum steht.
Darüber hinaus wirkte er auch an den restaurierten Objekten im Urzeitmuseum Nußdorf mit, die in erster Linie von seiner Mutter Susanne Kosma im Auftrag von Johannes Wolfgang Neugebauer (bekannt auch als Stadtarchäologe von Klosterneuburg) durchgeführt wurden.
Auch denkmalgeschützte Gebäude der Wiener Innenstadt, deren Fassaden und Figuren am Dach, sowie auch Stiegenhäuser wurden von Kosma restauriert.
Hierzu zählen in der Seilergasse 14 die Zinnfiguren am Dach, die komplette Fassade, das Stiegenhaus aus Marmorimitat und am Kohlmarkt 2 die keramischen Plastiken am Dach und die Fassade.

### Sonstiges
Kosma nahm immer wieder an Wettbewerben teil. 2009 entwarf er eine Brückenstatue für die Donaubrücke Grafenwörth – Traismauer und 2010 ein Mahnmal für den Dr. Karl Lueger Platz in Wien.

## Ausstellungen (Auswahl)
- 2009 Personale, Segmentgalerie OSCE, Hofburg Wien
- 2008 Personale, Stadtmuseum Klosterneuburg
- 2008 In Situ/Female ribs, Skulpturenpark im Chorherrenstift Klosterneuburg
- 1990 Tabula Smaragdlna für die Ausstellung Kult und Magie im Schloss Schwarzenau im Waldviertel
- 1994 Skulptur, Meisterklassenausstellung auf dem Hauptplatz in Wiener Neustadt, Folgeausstellung im Rathaus Wien (Katalog, Skulptur)
- 1997 Beef ribs Sammlung Landesmuseum Niederösterreich
- 1998 Female ribs, Symposion, Metallwerkstätte Ybbsitz, Niederösterreich
- 1998 Kunst der Gegenwart, Tulln
- 2001 Serielle Fotoarbeit Female ribs, Sammlung Landesmuseum Niederösterreich
- 2001 Personale, Galerie am Lieglweg, Neulengbach, Niederösterreich
- 2001 Sollbruchstellen, 11 × Kunst einer Erdbebenlinie entlang, Kärnten
- 2002 Rodenstock Limited Edition 108, Tabakmuseum / Museumsquartier Wien (Katalog, Rodenstock Limited Edition 108)
- 2003 Das Mammut, Nußdorf ob der Traisen, Niederösterreich
- 2010 Knochenbarock, Galerie base- level, Wien (Katalog, Arbeiten 1993–2010)
- 2011 „was bleibt“, Alte Schieberkammer der Wiener Wasserwerke, Wien (Text / Bildband, was bleibt)
- 2011 flesh and bones, mit Ben Siegel, QGallery, Baku / Aserbaidschan[7]
- 2011 Hrdlicka Andenken, Schloss Ökonomie Gern, Eggenfelden/Deutschland (Katalog, Hrdlicka Andenken)
- 2011 Raum Form Landschaft, Kosma Reiter Neip/Bezirkshauptmannschaft, Klosterneuburg
- 2012 Ausstellung in der niederösterreichischen Landesgalerie in St. Pölten[8]
- 2013 Hrdlicka Andenken – Gustav-Siegle-Haus in Stuttgart
- 2013 Begleitung einer Ausstellung von Peter Patzak in der Galerie am Lieglweg bei Uschi Fischer mit 3 Skulpturen
- 2014 Hrdlicka Andenken – Galerie Flierl in Berlin[9]

## Kataloge
- Thomas Kosma, Arbeiten 1993–2010 – anlässlich der Ausstellung „Knochenbarock“, base-level (Wien)[10]
- Thomas Kosma, „was bleibt“, BLICKWINKEL 2011